# Diederrick Joel Tagueu Tadjo
Diederrick Joel Tagueu Tadjo (Nkongsamba, 6 de diciembre de 1993) es un futbolista camerunés que juega de delantero y su club es el C. D. Nacional de la Primeira Liga.

## Trayectoria

### Londrina
Nacido en Nkongsamba, Joel trasladó a Brasil en septiembre de 2009, uniéndose a la configuración juventud de Iraty. En marzo de 2011 se trasladó a la vecina Londrina (que también tiene el mismo propietario, Sérgio Malucelli), y fue ascendido al primer equipo en 2012, después de impresionar en los escuadrones de la juventud.
Joel hizo su debut con el primer equipo el 28 de marzo de 2012, de entrar como suplente en la derrota 0-1 contra el Coritiba de distancia, por el campeonato Campeonato Paranaense. Él anotó su primer gol en cuatro días más tarde, la compensación única de su equipo en un empate 1-1 en casa contra el Toledo Colônia trabajo.
En la temporada 2014, Joel jugó un papel importante en Londrina del Campeonato Paranaense campaña ganadora, y también anotó con regularidad para el lado de la Serie D. El 31 de julio de 2014 marcó un doblete en la victoria por 2-1 en casa contra Santos, por la Copa de la campaña Do Brasil.

### Coritiba
El 4 de septiembre de 2014 Joel fue cedido al Coritiba por el resto de la temporada, que se está negociando posteriormente con un equipo sin nombre Alemán. Hizo su debut en Serie A tres días más tarde, de nuevo desde el banco en un 0-0 distancia empate ante Bahía.
Joel anotó su primer gol en la máxima categoría de Brasil el 10 de septiembre, anotando el último de una victoria por 3-0 en casa contra Chapecoense. Siete días más tarde, marcó dos goles en la victoria por 3-1 en casa contra el São Paulo, pero cayó en un agujero en el túnel de vestuarios después de salir a celebrar el último gol.

### Cruzeiro
El 16 de diciembre de 2014, Joel trasladó a equipo de la liga compatriota Cruzeiro, por un 2,5 millones de cuota.

## Clubes
| Club           | País           | Año       |
| -------------- | -------------- | --------- |
| Londrina E. C. | Brasil         | 2012-2014 |
| Coritiba       | Brasil         | 2014      |
| Cruzeiro E. C. | Brasil         | 2015-2017 |
| Avaí F. C.     | Brasil         | 2017      |
| C. S. Marítimo | Portugal       | 2019-2023 |
| Al-Hazem       | Arabia Saudita | 2023      |